# Immingham
Immingham è un paese di 12 200 abitanti della contea del Lincolnshire, in Inghilterra.